# Tomelilla

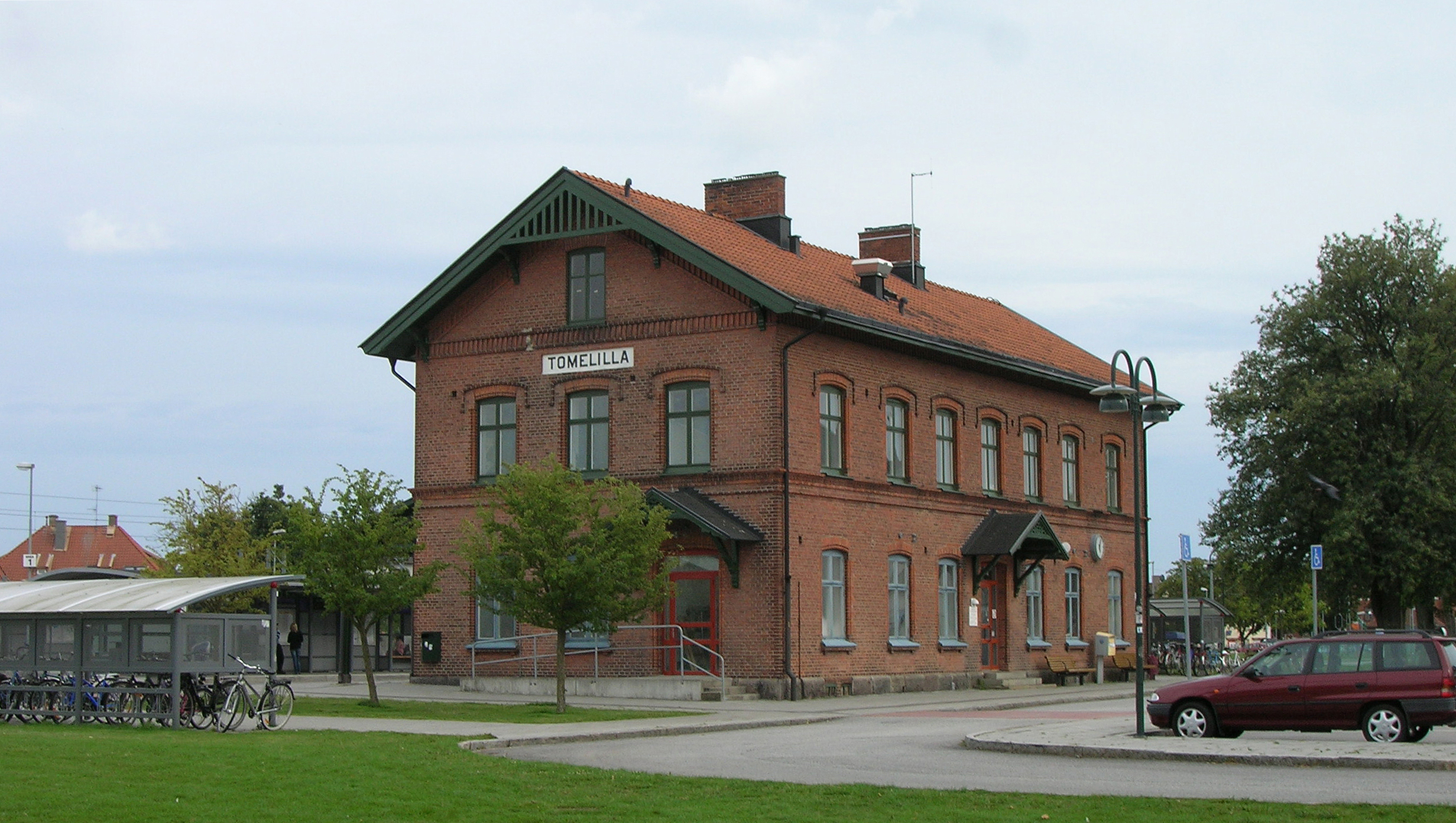
Budynek stacyjny w Tomelilla

Tomelilla – miejscowość (tätort) w Szwecji, w regionie administracyjnym (län) Skania. Siedziba władz (centralort) gminy Tomelilla.
W 2010 Tomelilla liczyła 6444 mieszkańców.

## Geografia
Miejscowość położona jest w południowo-wschodniej części prowincji historycznej (landskap) Skania, ok. 12 km na północny wschód od Ystad, na obszarze Österlen.

## Historia
Tomelilla zaczęła rozwijać się jako osada kolejowa przy oddanej do użytku w 1866 linii Ystad – Eslöv (Ystad-Eslövs Järnväg; YEJ). Z czasem miejscowość stała się ważnym węzłem kolejowym, skąd wybiegały linie w pięciu różnych kierunkach. W 1899 Tomelilla uzyskała status municipalsamhälle, a w 1921 köping. Po reformie administracyjnej w 1971 Tomelilla köping weszła w skład nowo utworzonej gminy Tomelilla.

## Komunikacja i transport

### Drogi
Tomelilla położona jest przy drodze krajowej nr 11 (Riksväg 11; Malmö – Simrishamn). Około 2 km na północny zachód od centrum miejscowości krzyżuje się ona z biegnącą na północ drogą krajową nr 19 (Riksväg 19; Ystad – Östanå).

### Koleje
Przez Tomelilla przebiega obecnie jedna linia kolejowa, Österlenbanan (Simrishamn – Ystad, i dalej jako Ystadbanan do Malmö). Elektryfikacja tej linii została zakończona w 2003. Wtedy też uruchomiono bezpośrednie połączenie pasażerskie z Simrishamn przez Tomelilla i Ystad do Malmö, obsługiwane przez Pågatågen.

## Osoby związane z Tomelilla
W Tomelilli urodził się Anders Andersson – reprezentant Szwecji w piłce nożnej w latach 1994–2005.